# La Laguna (El Quiché)
 A Laguna  é um lago localizado na Guatemala. Localiza-se no departamento de El Quiché, Município de Uspantán.